# История Франконии
История Франконии — краткие исторические сведения об области (край, страна, земля) Франкония (Franconia, Franken, лат. «земля франков»), страна по Рейну, Майну и Неккару, где жили франки, на начало XX столетия ядро германской империи, современные земли германских государств (немецкая земля) Гессен, северный Баден-Вюртемберг, части Рейнланд-Пфальца и Баварии.
Появление Франконии равно как и Франции связано с историей германского племенного союза франков (III век). Зоной первоначального расселения франков был средний Рейн и бассейн Майна (Австразия), откуда они двинулись в пределы римской провинции Галлия, земли оккупированные римской империей. Эта ветвь получила название салических. 
До образования рейнского союза франкских племен (ампсиварии, бруктеры, истевоны, сигамбры, хатты, хамавы и др.) на территории Франконии жили кельты. В частности на территории Гессена археологами был обнаружен оппидум Глауберг, который идентифицируется с Гальштадтской культурой.

## В составе Франкского государства
В результате обширных завоеваний франкские короли Меровинги смогли основать Франкское государство, которое было весьма неоднородно в культурном отношении. Зависимое гало-римское население Западной Франкии ко времени прихода германцев было христианизировано, а в 496 году крестился и сам франкский король Хлодвиг I. 
Восточная Франкия (Francia Orientalis), населенная рипуарскими франками, была этнически монолитна и дольше придерживалась германского язычества. C 454 года её центром стала бывшая римская крепость Колония Агриппина (совр. Кёльн), а восточным пределом франкского влияния на границе со славянскими землями был Бамберг. 
Начало христианизации Франконии в VII веке положил святой Киллиан. Затем в VIII веке последовала миссия Святого Бонифация. Центром распространения христианства здесь стало Фульдское аббатство. Известным франконским святым VIII века был Зебальд Нюрнбергский.

## Герцогство Франкония
В 848 году Франкское государство окончательно разделилось на Западную Франкию (Францию) и Восточную Франкию, в рамках которого образовалось герцогство Франкония. Первоначально оно включало в себя не только северную Баварию, но также северную часть региона Баден, а также регионы Пфальц (Вормс, Шпайер) и Гессен (Франкфурт-на-Майне). Из Франконии вышла Салическая династия германских императоров. Их родовые земли располагались вокруг Вормса и Шпайера. Влиятельным франконским родом были Поппониды. На части западных земель расселения рипуарских франков (вокруг Кёльна) была образована Лотарингия (владения короля Лотаря I). 
К северу от Франконии находилась Саксония, к югу - Швабия, к востоку Тюрингия. 
В X веке германские герцогства (в т.ч. Франконию) объединил под своей властью саксонский король Генрих I Птицелов. В 1093 году территорию Рейнской Франконии с центром в Вормсе приобрел Генрих II Лаахский и эти земли стали ядром новой немецкой земли Курпфальц. В 1122 году северная часть территории Франконии (Гессен) вошла в состав Тюрингии.   
С XII века епископы Вюрцбурга считались герцогами Франконии.

## Франконский округ
В 1500 году в рамках Священной Римской империи был образован Франконский округ, куда входили города Вюрцбург и Нюрнберг (ныне Бавария). В эти годы здесь творил великий немецкий художник Альбрехт Дюрер. В годы Реформации Франкония стала ареной ожесточенных столкновений между протестантами и католиками. 
В 1525 году земля была опустошена Крестьянской войной (Bauernkrieg). Среди повстанцев наибольшую известность приобрел Чёрный отряд Флориана Гайера. 
В 1552 — 1554 годы на территории края велись боевые действия Второй маркграфской войны. Ее инициатором был франконский лютеранин Альбрехт II Алкивиад, который принимал сторону то католического императора Карла V, то его противников (Мориц Саксонский), надеясь расширить территории своих владений.
В 1627 году во Франконии появился Друденхаус, где содержались подозреваемые в связях с нечистой силой.

## В составе Баварии
В 1803 году Бавария оккупировала территорию Франконии. Это произошло в условиях роста могущества Наполеона, который нашел в баварцах союзников в борьбе против Австрии. Тем не менее, топоним не исчез. Появились баварские округа Средняя Франкония (Нюрнберг), Верхняя Франкония (Бамберг) и Нижняя Франкония (Вюрцбург). Несмотря на то, что жители Франконии и Баварии говорят на немецком языке, тем не менее различают франконские и баварские диалекты. В период Германской империи и Веймарской республики Франкония продолжала свое существование в составе Баварии.
Во времена Третьего Рейха административное своеобразие Франконии было временно восстановлено. В 1927 году в Нюрнберге состоялся первый съезд Национал-социалистической рабочей партии (НСДАП), так как Гитлер считал, что готическая архитектура Нюрнберга наиболее полно воплощает германскую культуру. Во время англо-американской ковровой бомбардировки 2 января 1945 года было разрушено около 90 % зданий Нюрнберга.